# Ziegeltor (Amberg)

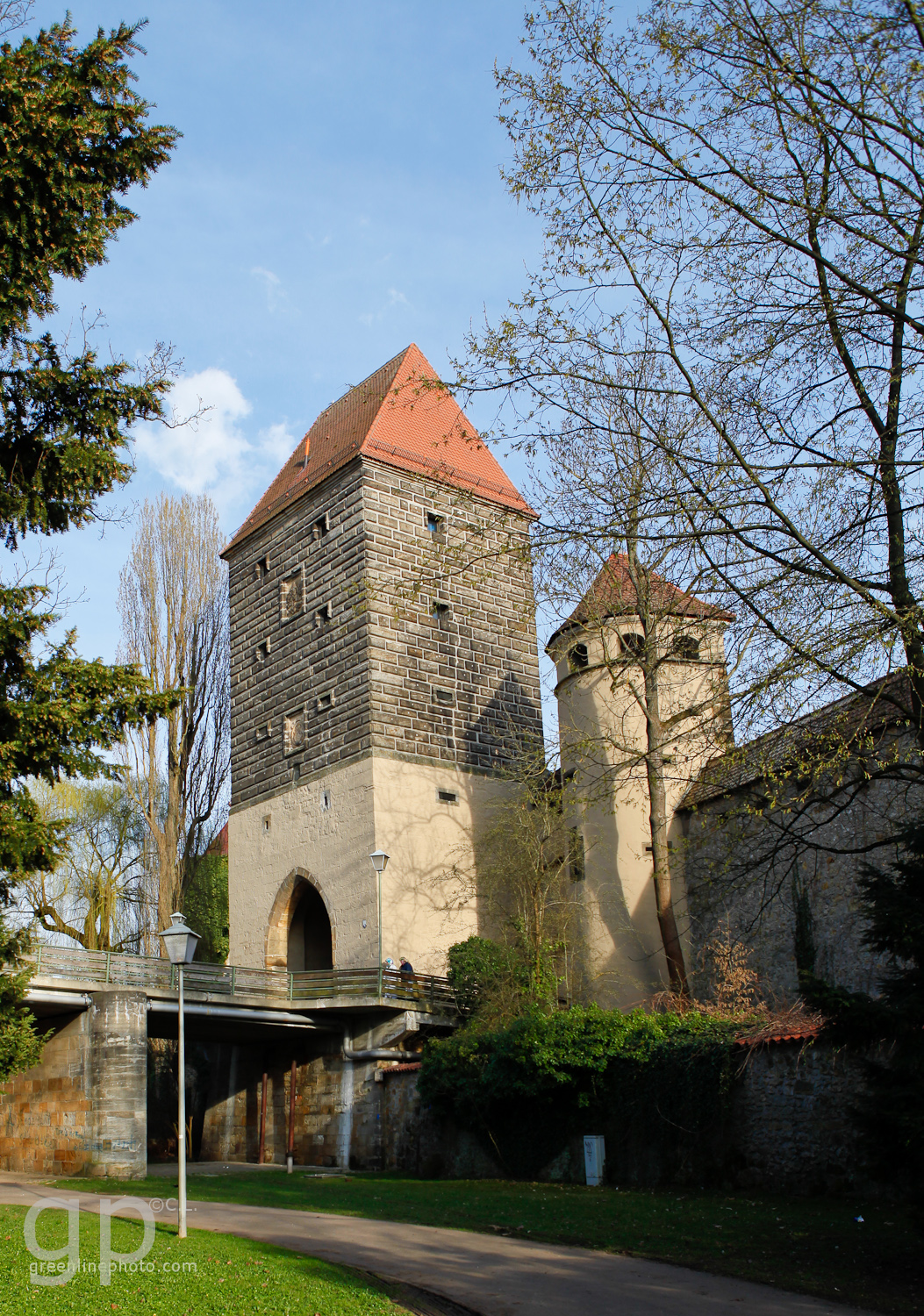
Ziegeltor in Amberg

Das Ziegeltor ist ein nordöstlich gelegenes Stadttor der Oberpfälzer Stadt Amberg. Sein Name ist darauf zurückzuführen, dass sich früher vor dem Tor (jenseits der heutigen Bahngeleise) eine städtische Ziegelhütte befand; durch das Tor verlief früher die Magdeburger Straße (heute „Ziegelgasse“).

## Geschichte
Das gotische Tor wurde im 14. Jahrhundert errichtet. Unter Kurfürst Ludwig VI. wurden 1581 weitere drei Geschosse dem Turm aufgesetzt.
Die beiden dahinter stehenden Flankentürme stammen ebenfalls aus dem 14. Jahrhundert. Im 18. Jahrhundert wurden sie zu Batterietürmen umgebaut und mit einem Kranz von Schießlöchern versehen. Bei dem Umbau von 1581 wurde auch jenseits des Stadtgrabens ein trapezförmiges Vorwerk mit einer Geschützplattform errichtet, das heute nicht mehr besteht.

## Baulichkeit
Das Ziegeltor besteht aus einem mächtigen Torturm. Im Unterschied zu den anderen Amberger Toranlagen steht er nicht mittig in der Wehrmauer, sondern in dem ihr vorgelagerten Zwinger. Aufgrund des früheren Straßenverlaufs wurde der Turm nicht parallel zur Stadtmauer, sondern leicht gedreht errichtet. Der Wehrgang verläuft deshalb nicht wie bei den anderen Amberger Stadttoren durch den Turm hindurch, sondern befindet sich hinter dem Turm. Da der Wehrgraben hier nicht zugeschüttet wurde, erscheint der Turm besonders wehrhaft. Die beiden dazugehörenden halbrunden Seitentürme liegen hinter dem Torturm in der Wehrmauer.
Der Torturm ist bin zur Traufe 22 m hoch, bis zur Spitze des Pyramidendachs sogar 29 m. Er ist rechteckig gebaut, wobei sich seine Breitseite in Richtung potentieller Angreifer richtet. Im verputzten Unterbau befindet sich ein gefastes spitzbogiges Tor, das oberhalb noch die Öffnungen für die Seile der Zugbrücke zeigt. Unter der Tordurchfahrt befindet sich ein heute nicht mehr zugängliches Kellergeschoss, das früher als Gefängnis diente. Hier war 1529 die ganze Amberger Schmiedezunft wegen Aufruhrs für zwei Tage eingesperrt. Die oberen drei Geschosse sind mit Rustikaquadern verblendet. Sie besitzen rechteckige Schießöffnungen mit breiten und nach außen gerundeten Einfassungen. An der Außenfassade ist ein Wappen mit dem Pfälzer Löwen und darunter „Der Statt Amberg Wappen“ angebracht. Auf der Rückseite verläuft oberhalb eines Segmentbogens der gedeckte Laufgang der Stadtmauer. Auch der Turm war nur über diesen zu erreichen. Auf der Hinterseite sind in ihm Fenster mittig eingebaut. In der Tordurchfahrt sind noch die Torangeln sowie Reste früherer Sperreinrichtungen vorhanden.

Stadtseitige Sicht des Amberger Ziegeltors (1901)

Der Torturm wird von zwei halbrunden Flankentürmen, die mit kurzen Zwischenmauern mit dem Torturm verbunden sind, begleitet. Beide stammen aus dem 14. Jahrhundert. Seit dem Umbau von 1581 dienen diese Türme als Treppentürme. Im westlichen Turm hat sich eine hussitenzeitliche Steigbügelscharte mit nach außen verengter Laibung und gesenkter Sohle erhalten. Auf ihrer Rückseite hat sich noch das Prellholz zum Einhängen von Hakenbüchsen vorhanden. 1888 wurden diese Türme nochmals instand gesetzt und 1904 wurde auch die zugehörige Brücke erneuert. Die beiden Fußgängerdurchlässe sind zu Beginn des 20. Jahrhunderts ausgebrochen worden. Seit November 1954 ist der Turm Sitz der KSJ Amberg. Der Turm wurde saniert und 2011 wurde der Garten des Ostturms und der dazugehörige Keller hergerichtet.